# Jonas Narmontas
Jonas Narmontas (født 14. september 1960 i Sriauptai) er en litauisk tidligere roer.

## Rokarriere
Narmontas var en del af den otter, der repræsenterede Sovjetunionen ved OL 1980 på hjemmebane i Moskva. Viktor Kokosjin, Andrij Tisjtjenko, Oleksandr Tkatjenko, Jonas Pinskus, Andrej Luhin, Oleksandr Mantsevitj, Ihar Majstrenka og styrmand Hrihorij Dmitrenko udgjorde resten af bådens besætning. Den sovjetiske båd havde bedste tid i indledende runde, men i finalen var det de østtyske storfavoritter, der efter 1000 m lagde sig i spidsen og sikrede sig guld med et pænt forspring til briterne på andenpladsen, mens den sovjetiske båd fik bronze.
Han var fortsat med i otteren, der blev verdensmester året efter, og derefter skiftede han til firere, hvor han i 1983 var med til at vinde VM-bronze i firer med styrmand og i 1985 VM-sølv i firer uden styrmand, hvilket han gentog i 1987. Hans sidste internationale mesterskabsmedalje hentede han i 1990 i firer med styrmand, hvor han var med til at vinde VM-bronze. Han var desuden med i den sovjetiske firer med styrmand, der nåede semifinalen ved OL 1988 i Seoul.

## OL-medaljer
- 1980:  Bronze i otter